# Jakub Niemojewski
Jakub Niemojewski inne formy nazwiska: Niemoyewski, Nyemoyewski herbu Szeliga (ur. w 1528/1532 roku – zm. w 1586 roku) – polski działacz reformacyjny, teolog kalwiński, polemista, chorąży inowrocławski, wielokrotny poseł na Sejm walny. W 1603 roku jako autor trafił do pierwszego polskiego Indeksu Ksiąg Zakazanych powstałego z inicjatywy biskupa Bernarda Maciejowskiego.

## Życiorys
Jakub Niemojewski pochodził ze znanej rodziny szlacheckiej. Był synem Mikołaja, sędziego inowrocławskiego i młodszym bratem Jana Niemojewskiego. Zdobył wykształcenie teologiczne i prawnicze na Uniwersytecie Albertina w Królewcu oraz w Wittenberdze, gdzie był uczniem Melanchtona (1550).
Po powrocie na Kujawy porzucił luteranizm na rzecz kalwinizmu. Był aktywnym organizatorem kościołów protestanckich na Kujawach. Po zbliżeniu się do braci czeskich, doprowadził do porozumienia ich Jednoty z kalwinami kujawskimi (którzy z Andrzejem Prażmowskim na czele, przyjęli konfesję braci czeskich), w formie unii zawartej w jego dziedzicznej posiadłości w Liszkowie 18 września 1565 r. W swojej działalności angażował się szczególnie na rzecz rozwoju szkolnictwa protestanckiego.
Poseł na sejm piotrkowski 1562/1563 roku z województwa inowrocławskiego. Jako poseł występował na sejmach w czasach Zygmunta Augusta w latach 1570 i 1572 w sprawie równouprawnienia wyznań. W czasie bezkrólewia wsławił się pracą w komisjach redagujących akt konfederacji warszawskiej (1573), którą jako poseł na sejm konwokacyjny podpisał konfederację warszawską 1573 roku. Poseł na sejm 1576/1577 roku z województwa inowrocławskiego. Poseł na sejm 1582 roku z województwa kaliskiego. Poseł na sejm 1585 roku z województwa inowrocławskiego.
Niemojewski znany był też z wystąpień na sejmach w czasie panowania Stefana Batorego (1582 i 1583). Polemizował m.in. z Benedyktem Herbestem i Jakubem Wujkiem.

## Twórczość
Jakub Niemojewski był znany jako nie tylko z wystąpień jako polemista sejmowy, ale również z publikacji ogłoszonych drukiem.

### Ważniejsze publikacje
- O jedności boskiej nierozdzielnej przeciwko wieku dzisiejszego błędom i bluźnierstwom ariańskim nowo wskrzeszonym (traktat skierowany przeciw swojemu bratu Janowi Niemojewskiemu), Kraków 1566, drukarnia M. Wirzbięta
- Odpowiedź na książki ks. Benedykta Herbesta, które pisał przeciwko Confessiej braciej naszej krześciańskiej... Przy tym odpowiedź na historię kacerzstwa Husowego, którego nigdy ten pobożny człowiek nie był winien (w obronie nauki braci czeskich), Kraków 1569, drukarnia M. Wirzbięta (odpowiedź na książkę B. Herbesta pt. Chrześcijańska porządna odpowiedź na tę Confessią, Kraków 1567, zapoczątkowała dalszą polemikę: B. Herbest Prodromus Przesłaniec albo Goniec..., Kraków 1571 oraz J. Niemojewski Epidromus abo Pogonia za Gońcem...); przekł. czeski 1586; przekł. niemiecki pt. Antwort auf des Buch..., 1586
- Apologia, to jest dowody i obrona Confesyjej kościołów polskich w wierze prawdziwej powszechnej, od ludzi krześciańskich w Polszcze wydana (odpowiedź na wystąpienie ks. Jakuba Wujka przeciw zgodzie sandomierskiej), Kraków 1572, drukarnia M. Wirzbięta
- Epidromus abo Pogonia za Gońcem księdza Herbestowym (Kraków) 1572, drukarnia M. Wirzbięta (według J. Lehmanna: 1571)
- Spongia naprzeciwko pisaniu nowotnemu i kazaniu... Hieronyma Powodowskiego, Grodzisk 1579
- Diatribe albo Collacya pzryjacielska z x. jezuitami poznańskimi o przedniejsze różnice wiary krześcijańskiej czasu tego, Poznań 1577, drukarnia M. Nering, wyd. następne: Grodzisk 1579 (1. wydanie zostało publicznie spalone, a nakład zniszczony, fragmenty (16 kartek) w Bibliotece Narodowej, podobiznę frontispicium ogł. A. Kawecka-Gryczowa „Kartka z dziejów reformacji w Wielkopolsce”, Munera litteraria. Księga ku czci prof. R. Pollaka, Poznań 1962, s. 119 i nadb.)
- Replika na książki księży jezuitów poznańskich de ecclesia catholica Christi, Toruń 1582, drukarnia M. Nering

### Utwór mylnie przypisywany
- Questia o Kościele Bożym, iż błądzić nie może, Toruń 1582, brak drukarni